# 台流
| \| 本條目屬於 臺灣系列 \| |
| 前往臺灣主題頁 |
| 臺灣概況 - 經濟 • 政治 • 法律 • 人權 • 能源 • 交通 行政區劃 • 城市 • 政府 • 政黨 • 選舉 • 總統 • 外交 軍事 • 族群 • 人口 • 公民 • 原住民族 • LGBT權益 臺海現狀 • 臺灣問題 |
| 臺灣文化 （總覽） - 文學 • 料理 • 茶藝 • 小吃 • 夜市 • 郵票 建築 • 語言 • 宗教 • 葬禮 • 古蹟 • 遺址 • 國寶 民俗文物 • 節日 • 教育 • 體育 • 媒體 • 眷村 文化活動 • 觀光 • 購物中心 • 百貨公司 世界遺產潛力點 • 歷史建築百景 • 流行文化                                                    |
| 臺灣藝術 （總覽） - 音樂 • 漫畫 • 動畫 • 電影 • 攝影 • 舞蹈 戲劇 • 臺劇 |
| 臺灣地理 （總覽） - 天文 • 氣候 • 地質 • 地震 • 斷層 • 火山 • 生態 濕地 • 山峰 • 山脈 • 湖泊 • 水庫 • 河流 • 溫泉 島嶼 • 海岸 • 特殊生物 • 保育生物 • 生態環境 自然保護區 • 國家公園 • 森林遊樂區 縣市級風景特定區 • 直轄市級風景特定區 國家級風景特定區                                 |
| 臺灣歷史 （詳細） - 史前時期(-1624)↓理蕃政策(1933) 原住民聯盟與政權↓奧蘭治城包圍戰(1662)↓澎湖海戰(1683)↓馬關條約(1895)↓日本投降(1945) 荷屬福爾摩沙/西屬艾爾摩莎 鄭氏政權清治時期 日治時期 戰後時期 │1624│1649│1674│1699│1724│1749│1774│1799│1824│1849│1874│1899│1924│1949│1974│1999│2024 |
| 閱 • 論 • 编 |
| 本條目屬於 臺灣系列 |

台流（日语：台流）是日本因為臺灣的流行文化普及所創造一個新詞，用於區分韓國的韓流。許多台灣電視劇及華語流行音樂在東亞及東南亞流行。

## 歷史
21世紀初期，儘管韓流的早期成功，同為亞洲四小龍的台灣，流行文化同樣明顯增長。2001年，台灣電視劇《流星花園》的播出，很快吸引全國各地的觀眾。它成為菲律賓電視史上收視率最高的劇集，囊括馬尼拉超過10萬人次的觀眾，並且台灣男子組合F4男主角們一夜成名。他們的知名度傳遍亞洲，包括中國大陸，香港，新加坡，馬來西亞，泰國，印度尼西亞，日本，韓國，越南和菲律賓。隨著他們的成功，其他台灣男孩團體一一出現，如5566、183Club和飛輪海。 2002年，英國廣播公司BBC記者描述F4“激起整個亞洲的歇斯底里”。
流星花園的成功可以歸因於以下兩個因素：
- 主角間情感引起觀眾的情感投入
- 引起女性觀眾慾望，由女性角度出發[7][8]

2002年後，東南亞地區電視節目的趨勢發生了很大變化，原本保留給好萊塢電影的黃金時段充滿了韓國和台灣電視劇；韓國電視劇逐漸超越台灣，但大部分仍然聚焦在台灣團體，如F4、SHE和飛輪海等。
2000年代後期，許多台灣音樂已被韓流所超越；在國際上，雖然F4和飛輪海等台灣團體仍有小眾市場，但韓國流行音樂的團體擁有更廣的客群，如BIGBANG和Super Junior。
2010年代，《通靈少女》、《我們與惡的距離》、《誰是被害者》等電視劇在國際上掀起討論聲量，草東沒有派對 、落日飛車等獨立樂團亦在海外大受歡迎，帶起了「新台流」。

## 內部連結
- 台灣電視劇
- 台灣電影
- 台灣音樂

## 外部連結
- Taiwanese Wave Community（页面存档备份，存于）
- Sugoideas.com - Taiwan Entertainment （页面存档备份，存于）
- 華流（台湾） エンタメ情報 発信局 ライブ台湾
- 華流映像FC【C-POP TV】（页面存档备份，存于）
- 台湾ドラマ-DATV
- F4 日本オフィシャルサイト （页面存档备份，存于）
- KBS京都　華流ドラマ （页面存档备份，存于）
- 台湾ドラマ・中国ドラマのあらすじ・レビューなど華流ドラマ情報サイト （页面存档备份，存于）
- TaiwanBiz Vietnam on Facebook （页面存档备份，存于）
- TaiwanBiz Vietnam on YouTube （页面存档备份，存于）
- 台流 .:. Đài Lưu .:. Taiwanese Wave in Vietnam （页面存档备份，存于）